# Conte Dacula
Conte Dacula (Count Duckula) è il titolo di una serie animata realizzata in Gran Bretagna dalla casa di produzione Cosgrove Hall e andata in onda dal 6 settembre 1988 al 16 febbraio 1993 per un totale di 65 episodi, nonché il nome del protagonista, un papero vampiro nato come parodia del conte Dracula.

## Trama
In Transilvania si erge un sinistro castello, dimora dei Dacula, una famiglia di conti il cui solo nome basta a terrorizzare gli abitanti dei poveri villaggi che stanno al di sotto del maniero. Questo perché si dice che i Dacula siano una dinastia di paperi vampiri intenti a succhiare il sangue alla povera gente.
In realtà, come viene narrato nel segmento che precede la sigla iniziale di ogni episodio, questa credenza è errata, non perché i Dacula non siano vampiri, ma perché non sono una dinastia... Infatti Dacula è un solo vampiro, morto e resuscitato più volte nel corso dei secoli. Per resuscitarlo (in seguito alle tipiche morti da vampiro, cioè esposizione alla luce solare e paletti di legno nel cuore), i suoi servitori avrebbero dovuto seguire un complicato rituale durante una precisa occorrenza astronomica (versione originale: "Quando la luna entra nell'ottava casa di Acquario", versione italiana: "Quando il Sole si trova in trigono con Urano"): a quel punto Dacula sarebbe rinato, ma con ricordi e una personalità totalmente differenti, riuscendo così a portare avanti la leggenda della casata Dacula.
Nel presente, un'altra di queste resurrezioni sta per avere luogo, condotta da Igor, il fido maggiordomo di Dacula, e dalla Tata, la governante del castello: grazie alla stupidità della Tata uno degli ingredienti fondamentali, il sangue fresco, viene sostituito con il succo di pomodoro, e così Dacula rinasce come vampiro vegetariano e del tutto inoffensivo, per il disgusto di Igor che sperava di vedere il suo padrone terrorizzare gli inermi abitanti dei villaggi.
Dacula vorrebbe diventare amico di tutti, diventare famoso e viaggiare per il mondo: mentre le prime due opportunità non saranno mai realizzate a causa della cattiva fama che circonda lui e i suoi servi, il tema del viaggio intorno al mondo sarà spesso sfruttato dalla serie grazie all'introduzione della "bara magica". Si tratta di una bara situata in un'ala del castello che garantisce a chiunque vi entri l'abilità di teletrasportarlo in qualsiasi luogo del mondo... con l'unico inconveniente che anche tutto il castello viene trasportato assieme a lui!

## Personaggi principali
Dacula (doppiato da Pietro Ubaldi): il protagonista, un papero (probabilmente un germano reale) ultracentenario ma che, a causa del rituale citato, non ha memoria delle sue vite precedenti e si comporta come un giovanotto. Il rituale sbagliato inoltre ha cancellato una delle peggiori sfortune per un vampiro, la debolezza alla luce solare, con il risultato che Dacula può andare ovunque in qualunque momento della giornata senza problemi. Vorrebbe solo stare in pace con gli altri e se stesso, nonostante Igor continui a ricordargli invano che il suo dovere principale è spargere dolore e desolazione per i villaggi transilvani. Odia vivere nel suo lugubre e malsano castello e quando può lo fa trasportare in qualche angolo soleggiato della terra. Spesso si imbarca in spedizioni intorno al mondo e strane avventure che però si concludono sempre con un nulla di fatto.
Igor (doppiato da Sante Calogero): il maggiordomo della "famiglia" Dacula, un avvoltoio (in questa serie quasi tutti i personaggi sono degli uccelli antropomorfi) che rimpiange continuamente i "bei giorni andati" quando il nome del suo padrone generava il terrore in chiunque. Spesso crudele, e fautore di una buona dose di umorismo nero tipicamente inglese (vista la provenienza della serie), non riesce mai a convincere il padrone a mordere qualche collo invece dei broccoli che abitualmente mangia. Anche lui è ultracentenario, dato che da quello che fa intuire è stato presente a tutte le resurrezioni di Dacula: alcune allusioni fanno pensare che abbia oltre 800 anni, ma potrebbe essere addirittura immortale.
Nell'episodio Il resto è storia si vede il suo predecessore e omonimo (oppure lo stesso Igor) mettere nella stanza del primo conte Dacula un pipistrello vampiro per trasformarlo.
La Tata (Nanny in originale, doppiata da Antonello Governale): una gigantesca gallina senza nome ("Tata" indica solo quello che fa in fondo) la cui intelligenza è inversamente proporzionale alla stazza e alla forza fisica. Infatti non solo non capisce quasi mai quello che le viene detto (si veda l'incidente del succo di pomodoro) ma causa tremendi disastri, non essendo capace di valutare la propria forza. La gag ricorrente che la coinvolge è la distruzione delle mura del castello quando deve andare da una stanza all'altra: apparentemente non sa che esistono le porte né a cosa servano (quando suonano al portone principale del castello Dacula e Igor cercano di fermarla, in quanto lo distrugge sempre). La sua frase ricorrente è "Vado io ad aprire!" quando qualcuno suona il campanello del castello. Si comporta sempre molto affettuosamente con il suo "Signorino Dacula" (come lo chiama lei) e lo tratta come se fosse un bambino di pochi anni. Il suo braccio destro è perennemente avvolto in una fasciatura, dalla quale può tirare fuori qualsiasi oggetto.
Von Crapotten (Dr. von Goosewing in originale, doppiato da Antonio Paiola): cacciatore di vampiri (un'oca), pazzoide ma determinato, è il principale antagonista della serie. Perennemente alla caccia di Dacula con un fucile di sua invenzione che spara paletti di frassino, non sa che il suo bersaglio è del tutto inerme; spesso si serve di altre sue bizzarre invenzioni che non funzionano praticamente mai. La sua incapacità nel catturare Dacula non è dovuta solo a questo, ma anche alla sua instabilità psichica: infatti, probabilmente perché si è fissato con una sua immagine mentale di Dacula, a volte incontra il vero Dacula e inizia a chiacchierare con lui come se niente fosse. La sua follia è confermata dal fatto che spesso si mette a discutere con un assistente immaginario chiamato Heinrich. I suoi mezzi di trasporto sono una mongolfiera a forma di cipolla oppure un piccolo dirigibile.
Dimitri e Vladimiro (Dimitri and Sviatoslav in originale): sono due pipistrelli meccanici, di cui il secondo parla con accento russo, abitanti dell'orologio che agisce come "motore" della bara magica, il cui unico scopo è farsi vedere quando la bara entra in funzione e raccontare terribili barzellette.
Narratore: non è un vero e proprio personaggio, ma introduce e chiude gli episodi come se stesse presentando un film dell'orrore, con toni cupi e cavernosi. La sua frase preferita, al termine di ogni puntata, è: Buonanotte a tutti... qualunque cosa voi siate!

### Cattivi secondari
Nel corso della serie animata compaiono numerosi antagonisti secondari che vogliono ostacolare Dacula. Alcuni di questi sono: la banda dei Fratelli Corvi; i francesi Gaston e Pierre; l'Uovo; il Fantasma dell'Opera; Cruel; il fortissimo Morris; Charlie il clown; i Pinguini Pirati.

## Doppiaggio
L'edizione italiana è a cura di Antonello Governale per la società Studio P.V.. L'adattamento dei dialoghi è a cura di Sergio Romanò.
| Personaggio             | Doppiatore originale | Doppiatore italiano                                          |
| ----------------------- | -------------------- | ------------------------------------------------------------ |
| Conte Dacula            | David Jason          | Pietro Ubaldi                                                |
| Igor                    | Jack May             | Sante Calogero                                               |
| Tata                    | Brian Trueman        | Antonello Governale                                          |
| Von Goosewing           | Jimmy Hibbert        | Antonio Paiola                                               |
| Pinguini pirati         |                      | Stefano Albertini Sergio Romanò Aldo Stella Felice Invernici |
| Dimitri                 | Brian Trueman        | Sergio Romanò Felice Invernici                               |
| Vladimiro               |                      | Antonio Paiola                                               |
| Chisareste              |                      | Antonio Paiola                                               |
| Evoi                    |                      | Sergio Romanò                                                |
| Cammelli                |                      | Antonello Governale Antonio Paiola                           |
| Don Diego               |                      | Sergio Romanò                                                |
| Torvus                  |                      | Marco Balzarotti                                             |
| Bazormick               |                      | Marco Balzarotti                                             |
| Roberto                 |                      | Paolo Marchese                                               |
| Bill Placidus           |                      | Enrico Maggi                                                 |
| Nigel                   |                      | Lisa Mazzotti                                                |
| Padre di Nigel          |                      | Mario Scarabelli                                             |
| Scott                   |                      | Paolo Torrisi                                                |
| Conte McDacula          |                      | Dania Cericola                                               |
| Terence                 |                      | Orlando Mezzabotta                                           |
| Pierre                  |                      | Paolo Torrisi                                                |
| Quasimodo               |                      | Sergio Romanò                                                |
| Von Krafen              |                      | Enrico Maggi                                                 |
| Chiomadoro              |                      | Riccardo Peroni                                              |
| Ezechiele               |                      | Paolo Torrisi                                                |
| Oberdan                 |                      | Roberto Colombo                                              |
| Charlie                 |                      | Giorgio Melazzi Diego Sabre                                  |
| Bambo                   |                      | Marco Balzarotti                                             |
| Gaston                  |                      | Giovanni Battezzato                                          |
| Jayce                   |                      | Mario Scarabelli                                             |
| Yeti                    |                      | Tony Fuochi                                                  |
| Teseus                  |                      | Diego Sabre                                                  |
| Prof. Matrix            |                      | Giorgio Melazzi                                              |
| Nettuno                 |                      | Antonio Paiola                                               |
| Capitano Nemo           |                      | Marco Balzarotti                                             |
| Belvedere Ford Mountain |                      | Marco Balzarotti                                             |
| Sceriffo di Dodgey City |                      | Tony Fuochi                                                  |
| Lullabel                |                      | Emanuela Pacotto                                             |
| Francis Drake           |                      | Mario Scarabelli                                             |
| Lucrezia                |                      | Karin Giegerich                                              |
| Uovo                    |                      | Paolo Marchese                                               |
| Ubaldo                  |                      | Luca Semeraro                                                |
| Narratore               | Barry Clayton        | Maurizio Scattorin                                           |

## Sigla italiana
La sigla italiana dal titolo Conte Dacula è interpretata da Cristina D'Avena, Pietro Ubaldi e il coro dei Piccoli Cantori di Milano.

## Episodi
La serie animata è composta da quattro stagioni, trasmesse negli Stati Uniti d'America dal 6 settembre 1988 al 16 febbraio 1993 su ITV per un totale di 65 episodi.
In Italia venne trasmessa dal 1989 in poi su Italia 1 e Canale 5, dove però rimasero inediti gli episodi 10 e 13 della terza stagione ed i numeri 2 e 3 della quarta.
La Penta Video pubblicò alcuni episodi in VHS nella collana Bim Bum Bam Video nel 1990.

### Stagione 1
| N° | Titolo originale                   | Titolo italiano                      | Prima TV UK       | Prima TV Italia |
| -- | ---------------------------------- | ------------------------------------ | ----------------- | --------------- |
| 1  | No Sax Please - We're Egyptian     | Il sassofono mistico                 | 6 settembre 1988  | 1989            |
| 2  | Vampire Vacation                   | Il cugino spagnolo                   | 13 settembre 1988 |                 |
| 3  | One Stormy Night                   | Una notte tempestosa                 | 20 settembre 1988 |                 |
| 4  | Transylvanian Homesick Blues       | Avventura sulle montagne russe       | 27 settembre 1988 |                 |
| 5  | Restoration Comedy                 | Un volto nuovo per il castello       | 4 ottobre 1988    |                 |
| 6  | Mutinous Penguins                  | I pinguini ammutinati                | 11 ottobre 1988   |                 |
| 7  | Dr. Von Goosewing's Invisible Ray  | Il raggio invisibile                 | 18 ottobre 1988   |                 |
| 8  | Down Under Duckula                 | Avventura fra i canguri              | 25 ottobre 1988   |                 |
| 9  | All In A Fog                       | Il mistero dei gioielli della corona | 1º novembre 1988  |                 |
| 10 | Castle Duckula: Open to the Public | Aperto al pubblico                   | 8 novembre 1988   |                 |
| 11 | The Ghost of McCastle McDuckula    | In Scozia                            | 15 novembre 1988  |                 |
| 12 | Igor's Busy Day                    | Due americani in Transilvania        | 22 novembre 1988  |                 |
| 13 | Autoduck                           | Il record                            | 29 novembre 1988  |                 |
| 14 | The Vampire Strikes Back           | Il pianeta zucchero                  | 6 dicembre 1988   |                 |
| 15 | Hardluck Hotel                     | L'hotel della malasorte              | 13 dicembre 1988  |                 |
| 16 | The Hunchbudgie of Notre Dame      | Il pappagallo gobbo di Notre-Dame    | 20 dicembre 1988  |                 |
| 17 | Dear Diary                         | Caro Diario                          | 3 gennaio 1989    |                 |
| 18 | Rent a Butler                      | Affittasi maggiordomo                | 10 gennaio 1989   |                 |
| 19 | Jungle Duck                        | Il tesoro del tempio                 | 24 gennaio 1989   |                 |
| 20 | Mobile Home                        | Il castello prefabbricato            | 31 gennaio 1989   |                 |
| 21 | A Fright at the Opera              | Paura all'opera                      | 7 febbraio 1989   |                 |
| 22 | Dr. Goosewing and Mr. Duck         | Lo shampoo lavatappeti               | 14 febbraio 1989  |                 |
| 23 | Town Hall Terrors                  | La ristrutturazione del castello     | 21 febbraio 1989  |                 |
| 24 | Sawdust Ring                       | L'anello del circo                   | 28 febbraio 1989  |                 |
| 25 | Duck and the Broccoli Stalk        | Paperi e broccoli giganti            | 7 marzo 1989      |                 |
| 26 | Family Reunion                     | La riunione di famiglia              | 21 marzo 1989     |                 |

### Stagione 2
| N° | Titolo originale                                                                         | Titolo italiano                | Prima TV UK       | Prima TV Italia |
| -- | ---------------------------------------------------------------------------------------- | ------------------------------ | ----------------- | --------------- |
| 1  | Ghostly Gold                                                                             | L'oro fantasma                 | 12 settembre 1989 |                 |
| 2  | Ducknapped                                                                               | Il ratto del papero            | 19 settembre 1989 |                 |
| 3  | The Lost Valley                                                                          | La valle perduta               | 26 settembre 1989 |                 |
| 4  | Incredible Shrinking Duck                                                                | Il raggio miniaturizzante      | 3 ottobre 1989    |                 |
| 5  | Hi-Duck                                                                                  | I pirati dell'aria             | 10 ottobre 1989   |                 |
| 6  | Prime-Time Duck                                                                          | Il debutto del papero          | 17 ottobre 1989   |                 |
| 7  | Bloodsucking Fruit Bats of the Lower Amazon                                              | I pipistrelli antropofagi      | 24 ottobre 1989   |                 |
| 8  | The Count and the Pauper (I Don't Wanna Work on Maggots Farm No More)                    | Il conte e il contadino        | 31 ottobre 1989   |                 |
| 9  | In Arctic Circles                                                                        | Nel circolo polare artico      | 7 novembre 1989   |                 |
| 10 | Transylvanian Take-Away                                                                  | Il tesoro nascosto             | 14 novembre 1989  |                 |
| 11 | Who Dunnit?                                                                              | Chi è stato?                   | 21 novembre 1989  |                 |
| 12 | No Yaks Please We're Tibetan                                                             | Avventura in Tibet             | 28 novembre 1989  |                 |
| 13 | Beau Duckula                                                                             | Dacula nella legione straniera | 5 dicembre 1989   |                 |
| 14 | Mississippi Duck                                                                         | Crociera nel Mississippi       | 12 dicembre 1989  |                 |
| 15 | Amnesiac Duck                                                                            | L'amnesia                      | 19 dicembre 1989  |                 |
| 16 | Mysteries of the Wax Museum                                                              | I misteri del museo delle cere | 2 gennaio 1990    |                 |
| 17 | Return of the Curse of the Secret of the Mummy's Tomb Meets Franken Duckula's Monster... | Mostri al castello             | 9 gennaio 1990    |                 |
| 18 | Lost City of Atlantis                                                                    | Atlantide, la città sommersa   | 16 gennaio 1990   |                 |
| 19 | Bad Luck Duck                                                                            | Venerdì 13                     | 23 gennaio 1990   |                 |

### Stagione 3
| N° | Titolo originale                                | Titolo italiano            | Prima TV UK      | Prima TV Italia |
| -- | ----------------------------------------------- | -------------------------- | ---------------- | --------------- |
| 1  | Private Beak                                    | Il papero detective        | 22 ottobre 1990  |                 |
| 2  | Astro Duck                                      | Astropapero                | 29 ottobre 1990  |                 |
| 3  | Unreal Estate                                   | Vendesi castello           | 5 novembre 1990  |                 |
| 4  | Bombay Duck                                     | Papero Bombay              | 12 novembre 1990 |                 |
| 5  | There are Werewolves at the Bottom of My Garden | Alla ricerca di Towser     | 19 novembre 1990 |                 |
| 6  | Duck Ahoy                                       | Traversata in barca        | 26 novembre 1990 |                 |
| 7  | The Great Ducktective                           | Il delitto misterioso      | 3 dicembre 1990  |                 |
| 8  | Dead Eye Duck                                   | Lo sceriffo di Dodgey City | 10 dicembre 1990 |                 |
| 9  | The Show Must Go On                             | Teatro, che passione!      | 17 dicembre 1990 |                 |
| 10 | A Christmas Quacker                             | Uno starnazzo natalizio    | 26 dicembre 1990 | inedito         |
| 11 | The Rest is History                             | Il resto è storia          | 7 gennaio 1991   |                 |
| 12 | O.O. Duck                                       | Missione top secret        | 14 gennaio 1991  |                 |
| 13 | Mystery Cruise                                  | La crociera misteriosa     | 21 gennaio 1991  | inedito         |

### Stagione 4
| N° | Titolo originale                 | Titolo italiano          | Prima TV UK      | Prima TV Italia |
| -- | -------------------------------- | ------------------------ | ---------------- | --------------- |
| 1  | Around the World in a Total Daze | Il giro intorno al mondo | 5 gennaio 1993   |                 |
| 2  | Manhattan Duck                   | Il papero di Manhattan   | 12 gennaio 1993  | inedito         |
| 3  | Alps-A-Daisy                     | Margherita delle Alpi    | 19 gennaio 1993  | inedito         |
| 4  | Prince Duckula                   | Il Principe di Daclavia  | 26 gennaio 1993  |                 |
| 5  | Venice a Duck Not a Duck         | L'occhio dei Borgia      | 2 febbraio 1993  |                 |
| 6  | A Mountie Always Gets His Duck   | A spasso per il Canada   | 9 febbraio 1993  |                 |
| 7  | The Zombie Awakes                | Il risveglio dello zombi | 16 febbraio 1993 |                 |

## Sviluppo
Il personaggio del Conte Dacula è in realtà uno spin-off di una serie preesistente, Danger Mouse (1981), incentrata sulle avventure di un topo agente segreto, anch'essa prodotta dall'inglese Cosgrove-Hall. In Danger Mouse, Dacula è uno dei tanti cattivi nati per apparire in un solo episodio, un vampiro con l'ossessione di sfondare nel mondo dello spettacolo (un tratto che tornerà in parte nella sua successiva "incarnazione"); Danger Mouse sfrutterà proprio questa sua debolezza per levarselo di torno. Come stile di disegno, il Dacula del 1981 aveva poco a che spartire con la sua controparte futura: era più tondeggiante, più allungato e dall'aria un po' più cattiva.
Dopo molti anni, il personaggio di Dacula è apparso anche nel reboot di Danger Mouse del 2015.

### Fumetti
Sono state pubblicate almeno un paio di serie a fumetti sotto il nome di Dacula. La prima, britannica, risale all'estate del 1989, e fu pubblicata dalla defunta Celebrity Publications fino al 1992. La seconda invece risale al 1989-91 e fu pubblicata in America dalla Marvel Comics in seguito alla comparsa del cartone di Dacula sul celebre canale USA per ragazzi Nickelodeon. Alcuni dei fumetti prodotti dalla Marvel sono stati tradotti in italiano e pubblicati sul Corriere dei Piccoli agli inizi degli anni novanta, assieme ad alcune storie create dallo staff della rivista stessa. Dal febbraio 1990 Play Press ne pubblica i fumetti originali della Marvel in albi mensili usando il titolo leggermente modificato in Conte Dackula, interamente curati dal gruppo divenuto poi noto nell'ambiente del manga come Kappa boys.

### Videogiochi
Dalla serie sono stati tratti anche due videogiochi a piattaforme, il primo è Count Duckula in - No Sax Please - We're Egyptian - sviluppato da Alternative Software e pubblicato nel 1989 per ZX Spectrum, Atari ST, Amstrad CPC, Commodore 64 e Commodore Amiga mentre il secondo è Count Duckula 2 Featuring Tremendous Terence ad opera della stessa software house che lo ha distribuito nel 1992 per ZX Spectrum, Amstrad CPC, Commodore 64 e Commodore Amiga. Entrambi i giochi uscirono esclusivamente in Europa.

### Giochi da tavolo
La MB pubblicò nel 1990 in Italia e in altri Paesi Il gioco del Conte Dacula (The Count Duckula Game), un gioco a percorso.